# Янис Плутархос
Янис Плутархос (на гръцки: Γιάννης Πλούταρχος), с истинско име Янис Какосеос (Γιάννης Κακοσσαίος) е съвременен гръцки популярен певец.

## Биография
Янис Плутархос е роден на 18 декември 1970 година в малкото селце Маврогия. Там живее до 16-годишна възраст, когато решава да замине за Атина и осъществи мечтата си – да бъде певец.
Започва да пее професионално в малък музикален театър в Коридалос. Разочарован от реалностите в музикалния бизнес, той на два пъти се отказва и опитва да се реализира в други професии, включително като фризьор.
Две години след първото си излизане на сцена, той пее в големия мюзик-хол „Родолфо“ заедно с Янис Пулопулос, Рита Сакелариу, Темис Адамантидис, Стелиос Рокос и Йоргос Мазонакис.
Където и да пее, той печели сърцата на феновете и много истински приятели. Съдбата му се усмихва, когато среща Димитрис Кардагис и Илиас Филипу. Очаровани от таланта му, те го запознават с музикалния продуцент Йоргос Макракис. Той дава на младежа артистичния псевдоним „Плутархос“.
Така през 1998 се появява първият СД-сингъл от дискографията на бъдещата суперзвезда, включващ 3 песни. Месец и половина след това излиза и цял албум „Mono esy“ с 15 песни. От тях „Mipos ertheis“ и „Enas theos“ стават много популярни и донасят известност на изпълнителя си.
След това Янис записва дуети с Константина „I kardia mou einai zalismeni“ и със Стелиос Дионисиу „Orestiada“. Песните са включени в албумите на двамата му колеги.
Вторият албум „Ypirhan orkoi“ със също 15 песни е реализиран през 2000 г. Той дава силен тласък на кариерата му.
„Mikres fotografies“ през 2001 със 16 песни прави истински фурор на гръцкия музикален пазар с продадени над 150 000 копия. Следва „Den einai o erotas …paidi tis logikis“ през 2002 със 17 песни. С тези два проекта Янис Плутархос се превръща в безспорна звезда – обожаван от публиката и ласкан от музикалните критици. Нещо повече, на гръцките музикални награди „Арион 2002“, той печели наградите за най-добър изпълнител, най-добър видеоклип и албум на годината с албума „Mikres fotografies“.
Успехът на „Den einai o erotas …paidi tis logikis“ е толкова голям, че през 2003 албумът е преиздаден с една нова песен „Poio monopati“ и бонус ДВД с 9 видеоклипа. Същата година Плутархос издава петия си албум „Paei ligos kairos“ с 19 песни. И двата проекта стават тройно платинени.
През 2004 „Paei ligos kairos“ също е преиздаден заедно с уникално изпълнената от Плутархос класика на Микис Теодоракис „An thymitheis t’oneiro mou“. Янис Плутархос става първият певец в нощния живот на Атина, който пее цяла година в театър „Посидонио“ без прекъсване. Всяка вечер феновете щедро засвидетелстват любовта си към своя идол.
На 21 юни 2005 година певеца с ангелски глас издав албум със заглавие „Ola se sena ta vrika“ („Всичко в теб открих“) и съдържа 14 песни, който достигна платинен статус.
През 2006 година записва песента „Ti mpike anamesa mas“ в дует с Константина. Най-новият албум на Плутархос се казва „Κρυμμένα μυστικά“ („Кримена мистика“), издаден през септември 2006 година и включва 16 нови песни, става платинен още с излизането си.

## Семейство
От 1993 г. Янис е щастливо женен за Мария и имат пет деца – Катерина, Йоргос, Елеонора, Панайота и Константинос. Обича рисуването и негова мания са белите дрехи. За своя голяма грешка счита, че не се е научил на правилен гръцки език.

## Дискография
- Mono Esi (Само ти)
- Ipirhan Orki (Клехме се в любов)
- Mikres Fotografies (Малки снимки)
- Den Ine O Erotas...Paidi Tis Logikis (Не е любовта... дете на разума)
- Pai Ligos Keros... (Минава малко време...)
- Ola Se Sena Ta Vrika (Всичко в теб открих)
- Krymmena mystika (Скрити тайни)
- Stigmes (2007) (Най-доброто от ... + 6 нови песни)
- O, ti gennietai stin psihi (2008) (Каквото се ражда в душата)
- Prosopika dedomena 2010 (Лични източници)

.Dio fones mia psihi (2011)с Ал Бано Каризи
.I Dinami Tou Erota 2011 (лични източник)
.